# Hypobletus parensis
Hypobletus parensis är en skalbaggsart som först beskrevs av Sylvain Auguste de Marseul 1860.  Hypobletus parensis ingår i släktet Hypobletus och familjen stumpbaggar. Inga underarter finns listade i Catalogue of Life.